# Sloane Square (métro de Londres)
Pour les articles homonymes, voir Sloane Square (homonymie).
Sloane Square (en anglais : Sloane Square tube station, ou Sloane Square Underground station), est une station des lignes Circle et District du métro de Londres, en zone 1 Travelcard. Elle est située à proximité du Sloane Square à Chelsea dans le borough royal de Kensington et Chelsea sur le territoire du Grand Londres.

## À proximité
- Sloane Square